# Babino, Berane
Babino este un sat din comuna Berane, Muntenegru. Conform datelor de la recensământul din 2003, localitatea are 436 de locuitori (la recensământul din 1991 erau 391 de locuitori).

## Demografie
În satul Babino locuiesc 289 de persoane adulte, iar vârsta medie a populației este de 33,9 de ani (35,0 la bărbați și 32,9 la femei). În localitate sunt 111 gospodării, iar numărul mediu de membri în gospodărie este de 3,93.
|  |

| Demografie | Demografie | Demografie |
| An         | Locuitori  | Locuitori  |
| ---------- | ---------- | ---------- |
|            |            |            |
|            |            |            |
|            |            |            |
|            |            |            |
| 1948       | 594        |            |
| 1953       | 480        |            |
| 1961       | 465        |            |
| 1971       | 504        |            |
| 1981       | 441        |            |
| 1991       | 391        | 389        |
| 2003       | 446        | 436        |

| \| Componența etnică conform recensământului din 2003[2] \| Componența etnică conform recensământului din 2003[2] \| Componența etnică conform recensământului din 2003[2] \| Componența etnică conform recensământului din 2003[2] \| Componența etnică conform recensământului din 2003[2] \| \| ----------------------------------------------------- \| ----------------------------------------------------- \| ----------------------------------------------------- \| ----------------------------------------------------- \| ----------------------------------------------------- \| \| \| \| \| \| \| \| Sârbi \| Sârbi \| \| 334 \| 76,6% \| \| Muntenegreni \| Muntenegreni \| \| 80 \| 18,34% \| \| Iugoslavi \| Iugoslavi \| \| 6 \| 1,37% \| \| necunoscută \| necunoscută \| \| 1 \| 0,22% \| |              |  |     |        |
| Componența etnică conform recensământului din 2003 |              |  |     |        |
| |              |  |     |        |
| Sârbi | Sârbi        |  | 334 | 76,6%  |
| Muntenegreni | Muntenegreni |  | 80  | 18,34% |
| Iugoslavi | Iugoslavi    |  | 6   | 1,37%  |
| necunoscută | necunoscută  |  | 1   | 0,22%  |